# Chiesa di Nostra Signora di Coromoto
La chiesa di Nostra Signora di Coromoto è un luogo di culto cattolico di Roma, situata nel quartiere Gianicolense, in largo Nostra Signora di Coromoto.

## Storia
Essa è stata costruita tra il 1976 ed il 1978 su progetto dell'architetto Massimo Battaglini (nato a Portici nel 1924), e fu inaugurata il 17 settembre 1978 dal cardinal vicario Ugo Poletti.
La chiesa è sede della parrocchia omonima, istituita il 15 dicembre 1966 con decreto del cardinale vicario Luigi Traglia “Sanctissimus Dominus noster” col titolo di “San Giovanni di Dio”, mutato poi in quello attuale nel 1978. Alla chiesa è legato il titolo cardinalizio di “Nostra Signora di Coromoto in San Giovanni di Dio”, istituito il 25 maggio 1985 da Giovanni Paolo II, che aveva visitato la parrocchia il 15 marzo 1981.
Il titolo della chiesa fa riferimento alla Vergine di Coromoto, la cui devozione è molto diffusa in Venezuela, di cui è patrona: la modifica del nome della parrocchia fu dovuta al contributo dato dagli italo-venezuelani alle spese di costruzione dell'edificio.

## Descrizione

### Architettura e opere d'arte
L'edificio di culto si trova in posizione elevata, sopra una vasta terrazza in cemento armato cui si accede tramite due rampe di scale. Sulla terrazza si leva un'alta croce marrone in ferro, che nel 1988 sostituì quella precedente in legno.
L'ingresso della chiesa è costituito da un grande portale, che fino a qualche tempo fa era sormontato dalla riproduzione fotografica di un'icona raffigurante Gesù Crocifisso con la Madonna e San Giovanni Evangelista tra i Santi Pietro e Paolo. Quest'immagine è ora sostituita da un mosaico con due angeli che sorreggono un clipeo entro il quale è una croce greca, dal cui braccio orizzontale pendono l'alfa e l'omega, prima e ultima lettera dell'alfabeto greco e perciò simboli di Cristo, principio e fine. Sotto la croce è l'iscrizione "Lucis et pacis". Il mosaico è opera del brasiliano padre Ruberval Monteiro da Silva, O.S.B., che ha realizzato anche le pitture della cripta e quelle della cappella dell'Adorazione eucaristica, al piano seminterrato sottostante la chiesa.
L'edificio ha pianta irregolare, ed è costituito, all'interno, dall'aula esagonale con un'ampia abside poligonale sul lato opposto all'ingresso. Ai due lati di essa, si trovano due profonde cappelle laterali; in quella di destra è collocata la statua lignea policroma di Nostra Signora di Coromoto, accompagnata dagli stemmi musivi della Repubblica del Venezuela e degli Stati che la compongono; quella di sinistra è destinata alle confessioni dei fedeli, il cui raccoglimento è favorito dalla presenza del gruppo neogotico della Pietà, fiancheggiato da due angeli. La copertura dell'abside e dell'aula è costituita da un soffitto piano sostenuto da vistose travi lamellari in legno, mentre il paramento murario è in mattoncini ad eccezione dell'abside, che è ricoperta d'intonaco color crema. La bussola all'ingresso della chiesa comprende una vetrata serigrafata raffigurante l'Apparizione di Maria agli indios Coromoto (1988), mentre due vetrate policrome con scene bibliche, opera dell'artista Elisabetta Morelli, chiudono le asole di luce sulle pareti laterali. Su quella di sinistra si segnalano le statue in legno policromo di San Giovanni di Dio e di San Michele Arcangelo, quest'ultima dovuta ad artigiani di Ortisei. Intorno alla chiesa sono disposte le formelle in bronzo con le stazioni della Via Crucis, completate da quelle con la Resurrezione e il Battesimo di Gesù, il tutto dovuto al maestro Vincenzo Ingletti.
Il presbiterio occupa quasi interamente l'abside sul lato opposto rispetto all'ingresso. Nell'area presbiteriale, rialzata di tre gradini rispetto al pavimento del resto della chiesa, si trovano l'altare maggiore, l'ambone, la sede e il tabernacolo, decorati con bassorilievi marmorei, nonché il fonte battesimale, sormontato da un gruppo in marmo del Battesimo di Gesù, di scuola romana della fine del '500; al centro dell'abside, sopra il tabernacolo, è un grande Crocifisso in terracotta smaltata, opera dello scultore Pio Fedi (Viterbo 1816 - Firenze 1892), che è fiancheggiato da due lampadari di scuola veneziana. Nel soffitto, in corrispondenza dell'altare, si apre un lucernario quadrato, suddiviso da una croce in quattro quadrati minori, che costituisce la maggiore fonte di luce naturale della chiesa. L'attuale sistemazione del presbiterio, che nel 1994 ha sostituito la precedente, dovuta a mons. Giuseppe Gulizia (parroco fino al 1990), è opera dell'ex parroco mons. Romano Rossi, dal 2008 al 2022 vescovo di Civita Castellana. La mensa dell'altare (dedicata il 27 settembre 2008) e il tabernacolo degli oli santi si devono all'attuale parroco, don Francesco Giuliani.

### Organo
L'organo della chiesa Ferraresi opus 43 è costituito da una consolle elettronica Viscount Hymnus 350 con registri campionati e da un corpo di canne da essa comandato situato sulla parete destra dell'aula liturgica, entro una cassa in legno. I registri reali sono dieci, per un totale di 854 canne, e sono distribuiti sulla prima e sulla seconda tastiera della consolle elettronica, che ha tre tastiere di 61 note ciascuna ed una pedaliera concavo-radiale di 32.